# ثامر الزيدي
ثامر الزيدي ( - 18 آذار 2023) مخرج سينمائي وكرتوني عراقي من بعقوبة.

## أعمالهباللغة المجرية
- برج بابل
- أتلانتس
- رحلة السندباد الثامنة. ألف ليلة وليلة. مسلسل تلفزيوني من 12 حلقة. كان مخرجاً مساعداً أولاً.

## أعمالهباللغة العربية
- سلامتك
- ابن الغابة عن قصة حي بن يقظان لابن طفيل. استمر العمل لمدة سنتين وأنتج على شريط سينمائي. نال جائزة الجمهور في مهرجان القاهرة السينمائي وجائزة الإذاعة والتليفزيون. أول فيلم عربي يعرض في مهرجان دبي السينمائي الأول.

عرضت أعماله في بعقوبة وبغداد وبنغازي وبودابست.

## وفاته
تُوفي في المجر يوم 18 آذار سنة 2023 وقد ناهز ثمانين سنة.